# 존 포브스 내시
존 포브스 내시 주니어(John Forbes Nash, Jr., 1928년 6월 13일 ~ 2015년 5월 23일)는 게임 이론과 미분기하학, 편미분 방정식 등의 분야를 연구한 미국의 수학자이자 노벨 경제학상 수상자이다.

## 생애
미국 웨스트버지니아주의 블루필드에서 태어났다. 아버지의 가문은 스코틀랜드 침례교 교사 집안이었으며 어머니는 의사 집안의 딸이었다. 내시는 또래 친구들과 놀기보다는 혼자 장난감을 가지고 놀면서 성장했다.
16세에 카네기 멜런 대학교에 장학생으로 입학하여 처음에는 화학을 전공했으나 교원의 권유로 수학으로 변경하게 되었다. 이 때 선택과목으로 국제경제학을 수강하여 경제학에 대한 흥미를 보이기도 했다. 이 대학에서 1948년에 석사까지 취득한 내시는 프린스턴 대학에서 박사과정을 밟기로 한다. 당시 지도교수이던 리처드 더핀의 추천서에는 "이 사람은 수학의 천재이다."라고만 쓰여 있었다.
내시는 1950년 5월에 프린스턴 대학교 박사 학위 논문으로 제출했던 "비협력 게임(Non-Cooperative Games)"이라는 논문으로 1994년에 존 허샤니, 라인하르트 젤텐과 함께 노벨 경제학상을 공동 수상했다. 이 논문에서 내시는 비협력 게임과 내시 균형의 개념을 제시했다. 내시는 편미분방정식과 리만 다양체에 대한 연구도 진행했으며, 여러 업적을 이루어냈다.
1957년 이미 사이에 아이가 있던 연인 앨리시아와 결혼하였으며, 1958년에 앨리시아는 둘째 아이를 임신하게 되었다. 내시는 이 시기부터 이상한 행동을 보였는데, 빨간 넥타이를 맨 사람이 전부 공산주의자의 음모를 실행하는 사람이라는 망상을 했으며, 워싱턴DC의 대사관에 공산주의자가 정부를 세우려 하고 있다고 주장하는 편지를 보내기도 했다. 특히 미국 수학회의 강연회에서 리만 가설의 증명에 관한 강연을 하려던 내시는 알아들을 수 없는 이야기만 했기 때문에 학자들도 내시의 정신이상을 의심하게 되었다. 결국 1959년 병원에서 검사를 받은 내시는 망상성 조현병으로 진단되었고, 강제입원으로 이어진다. 내시는 이쯤에 리만 가설에 관해 집요히 연구를 진행하고 있었기 때문에 이것이 영향을 끼친 것이 아니냐는 의견을 제시하는 경우도 있다. 이후 입퇴원을 반복하면서도 1960년에 프린스턴 대학에 복귀하여 수학을 연구하는 등 수십 년간 내시는 조현병 및 후유성 증상으로 생활에 지장을 겪어야 했다.
2015년 5월 23일 리만다양체의 매장에 관한 연구로 아벨상을 수상하였는데, 시상식을 마치고 공항에서 택시를 타고 귀가하던 중 뉴저지주 턴파이크(NJTP)에서 교통사고로 부인 앨리시아 내시와 함께 차창 밖으로 튕겨져나가 88세의 나이로 사망했다.

## 기타
실비아 네이샤의 전기 "뷰티풀 마인드"를 바탕으로 영화 "뷰티풀 마인드"로 만들어져 내시의 정신병력과 수학경력을 균형있게 보여주었다는 평가를 받았다.
내시는 1958년에 필즈상 수상 후보로도 거론되었으나, 당시 나이가 어렸기 때문에 다음 번 시상식인 1962년에도 충분히 수상할 수 있다는 이유로 다른 후보가 수상을 하게 되었다. 그러나 다음 번 시상식 때 내시는 정신병원에 강제 입원되어 후보로 지명조차 되지 못하는 불운을 겪었다.
논문의 제출시기와 노벨경제학상 수상시기가 45년이나 차이가 나는데, 이는 내시가 45년 동안 조현병을 앓았기 때문이었다. 45년간 MIT 교수직에서 물러나고, 신용카드조차 만들지 못 하는 등, 정신장애인에 대한 차별로 어려움을 겪었다.

## 연혁
- 1928년 웨스트버지니아주 블루필드에서 엔지니어인 아버지와 교사인 어머니 사이에서 태어남.
- 1940년 고향의 블루필드 고등학교에 입학.
- 1944년 카네기 멜론 대학에 장학생으로 입학. 전국적인 수학 경시 대회에서 두 차례 입상.
- 1948년 카네기 멜론 대학에서 수학 학사 및 수학 석사 학위를 받음.
- 1948년 프린스턴 대학교 대학원 수학과에 역대 최고의 장학금을 받고 입학.
- 1950년 2월 게임 이론에 관한 "비협력 게임"(Non-Cooperative Games)이란 27페이지의 논문을 박사 학위 논문으로 제출해서, 박사 학위를 받음.(이 논문으로 44년 후, 노벨 경제학상을 받음.)
- 1950년~1954년 미국 국방성 소속 연구소 RAND 연구소에서 일하면서, 냉전기의 국가간 게임 전략 이론의 전문가가 됨.
- 1951년~1959년 미국 매사추세츠 공과대학교(MIT)에서 강의.
- 1954년 동성애자 혐의로 경찰에 체포되어, RAND 연구소에서 파면.
- 1957년 MIT에서 자신에게 수업을 듣던 학생인 얼리샤 라드(Alicia Larde)와 결혼.
- 1958년 수학계의 노벨상이라 불리는 필즈상 수상 후보.
- 1958년 아내 얼리샤의 임신. 이때부터 내시의 정신건강이 몹시 불안하게 됨.
- 1959년 MIT 정교수로 임명되기 직전에 조현병 판정을 받음.
- 1959년~1990년 정신병원 입원을 반복함.
- 1963년 아내 얼리샤와 이혼.
- 1970년 얼리샤와 다시 같이 생활함.(재혼은 아님.)
- 1978년 존 폰 노이만 이론상 수상.
- 1990년 30년 이상 계속된 정신 분열증으로부터 천천히 회복됨.
- 1994년 노벨 경제학상 수상.
- 1999년 미국 수학회가 수여하는 리로이 스틸상(Leroy Steele Prize) 수상.
- 2001년 아내 얼리샤와 재결합.
- 2008년 기존 프린스턴 대학교의 교수로 재직함.
- 2015년 아벨상 수상.
- 2015년 5월 미국 뉴저지에서 아내와 함께 택시로 이동하던 중 교통사고로 사망.

## 수상 목록
- 1994년 노벨 경제학상 수상
- 1999년 리로이 스틸상 수상
- 2015년 아벨상 수상

## 같이 보기
- 게임 이론
- 내시 균형
- 리만 가설
- 노벨 경제학상
- 필즈상
- 뷰티풀 마인드
- 조현병